# HobbyConsolas
HobbyConsolas é uma revista de jogos eletrônicos fundada em 1990 pela Hobby Press e publicada pela Axel Springer SE. A primeira edição foi lançada em outubro de 1990. A revista mensal oferece informações sobre jogos para todos os consoles, e desde 2012 também cobre jogos eletrônicos para PC e celular. Ouvintes do programa de rádio espanhol Game 40 nomearam a HobbyConsolas a melhor revista de jogos eletrônicos de 1997.